# HC Sierre
HC Sierre (celým názvem: Hockey Club Sierre) je švýcarský klub ledního hokeje, který sídlí ve městě Sierre v kantonu Valais. Založen byl v roce 1933. V letech 2003–2011 působil pod názvem HC Sierre-Anniviers. Poslední účast v nejvyšší soutěži je datováno k sezóně 1990/91. Od sezóny 2018/19 působí v MySports League, třetí švýcarské nejvyšší soutěži ledního hokeje. Klubové barvy jsou červená a žlutá.
Své domácí zápasy odehrává v hale Graben s kapacitou 4 358 diváků.

## Historické názvy
Zdroj:
- 1933 – HC Sierre (Hockey Club Sierre)
- 2003 – HC Sierre-Anniviers (Hockey Club Sierre-Anniviers)
- 2011 – HC Sierre (Hockey Club Sierre)

## Hokejisté Československa / Česka a Slovenska v dresu HC Sierre
| Hráč                | Sezona    | Národnost             |
| ------------------- | --------- | --------------------- |
| Marián Šťastný      | 1986/1987 | Slovensko             |
| Patrick Kučera      | 2001/2002 | Slovensko · Švýcarsko |
| Tomáš Dolana        | 2006/2007 | Česko                 |
| Lovis Schönenberger | 2004/2005 | Švýcarsko · Slovensko |

## Přehled ligové účasti
Zdroj:
- 1956–1957: 1. Liga (3. ligová úroveň ve Švýcarsku)
- 1957–1968: National League B West (2. ligová úroveň ve Švýcarsku)
- 1968–1979: National League A (1. ligová úroveň ve Švýcarsku)
- 1979–1984: National League B West (2. ligová úroveň ve Švýcarsku)
- 1984–1985: National League B (2. ligová úroveň ve Švýcarsku)
- 1985–1988: National League A (1. ligová úroveň ve Švýcarsku)
- 1988–1990: National League B (2. ligová úroveň ve Švýcarsku)
- 1990–1991: National League A (1. ligová úroveň ve Švýcarsku)
- 1991–1992: National League B (2. ligová úroveň ve Švýcarsku)
- 1992–1998: 1. Liga (3. ligová úroveň ve Švýcarsku)
- 1998–2013: National League B (2. ligová úroveň ve Švýcarsku)
- 2013–2015: 2. Liga (4. ligová úroveň ve Švýcarsku)
- 2015–2017: 1. Liga (3. ligová úroveň ve Švýcarsku)
- 2017–2018: 1. Liga (4. ligová úroveň ve Švýcarsku)
- 2018– : MySports League (3. ligová úroveň ve Švýcarsku)